# Novale
 Novale  là một xã ở tỉnh Haute-Corse trên đảo Corse, Pháp. Xã này có diện tích 4,88 km², dân số năm 1999 là 69 người. Khu vực này có độ cao trung bình 600 mét trên mực nước biển.